# Am Chúa
Am Chúa là nơi thờ Thánh Mẫu Thiên Y A Na (Po Nagar), một vị phúc thần rất được kính trọng ở Khánh Hòa. Am Chúa được xây dựng trên một ngọn núi có tên là núi Đại An (núi Dưa), thuộc xã Diên Điền, huyện Diên Khánh, tỉnh Khánh Hòa.

## Sự tích
- Theo sự tích được ghi lại trong một tấm bia đá từ năm 1856 ở Tháp Bà, Am Chúa được coi là nơi phát tích của Bà Po Nagar lúc ấu thơ sống với cha mẹ nuôi, còn Tháp Bà (Nha Trang) là nơi thờ Bà khi đã hiển thánh.
- Ngay từ đầu triều Nguyễn, nữ thần Thiên Y A Na đã được sắc phong là Hồng Nhơn Phổ Tế Linh Ứng Thượng Đẳng Thần và tại Am Chúa mỗi khi tế lễ thường được tổ chức theo nghi lễ quốc gia do quan đầu tỉnh làm chủ tế

## Lễ hội
Hàng năm vào ngày mồng 1, mồng 2, và mồng 3 tháng 3 âm lịch tại Am Chúa tổ chức lễ hội rất long trọng, cả người Chăm và người Việt về dự. Có thể khẳng định, lễ hội Am Chúa là nơi còn bảo lưu được nhiều nhất những nghi thức lễ hội cổ truyền của người Việt ở Khánh Hòa.